# غريغ بلانكنشيب
غريغ بلانكنشيب (بالإنجليزية: Greg Blankenship)‏ هو لاعب كرة قدم أمريكية أمريكي، ولد في 24 مارس 1954 في فاليجو في الولايات المتحدة.

## وصلات خارجية
- غريغ بلانكنشيب على موقع مرجع كرة القدم المحترفة.كوم (الإنجليزية)